# Valverde de Júcar
Valverde de Júcar è un comune spagnolo di 1 172 abitanti situato nella comunità autonoma di Castiglia-La Mancia.